# Associated Commercial Vehicles
Associated Commercial Vehicles (ACV) – dawne brytyjskie przedsiębiorstwo zajmujące się produkcją samochodów ciężarowych i autobusów. Istniało w latach 1948–1962. 
Powstało w wyniku fuzji trzech przedsiębiorstw: AEC, Crossley oraz Maudslay. W 1962 roku zostało przejęte przez koncern Leylanda. Firmy wymieniały się paletą modeli, a w 1949 roku dołączono jeszcze producentów karoserii autobusowych Park Royal Vehicles oraz Charles H. Roe. W 1961 roku przejęto zakłady Thornycroft. Rok później spółka ACV wraz z markami AEC, Crossley, Maudslay, Park Royal Vehicles i Charles H. Roe została przejęta przez koncern Leyland Motors. Leyland wcześniej w 1951 i 1955 nabył firmy Albion oraz Scammell, skupiając coraz większą część brytyjskiego segmentu aut użytkowych, ciężarowych oraz autobusów.
Fuzje miały być środkiem na przetrwanie konkurencji na rozdrobnionym brytyjskim rynku producentów aut oraz dać możliwość obrony przed ekspansją firm z kontynentu europejskiego. Poza tym liczono na eksport do krajów związanych tradycyjnie z Wielką Brytanią więzami kolonialnymi, jak Południowa Afryka, czy Australia. Usiłowano też znaleźć odpowiedź na interwencyjną politykę rządu labourzystowskiego, która sprzyjała koncentracji firm. Zamierzenia stworzenia wielkiego holdingu brytyjskich producentów aut nie powiodły się. Błędy w zarządzaniu, niedostosowanie do wymogów rynku spowodowały z czasem upadek koncernu Leyland. Zanim do tego doszło poszczególne marki były wycofywane z rynku. Dotknęło to również producentów skupionych w ramach ACV.